# لبراهمة (سيدي بوقنادل)
لبراهمة هي إحدى مشيخات المملكة المغربية، تتبع جغرافيا لعمالة سلا وإداريًا لسيدي بوقنادل. يقدر عدد سكانها بـ 11683 نسمة حسب الإحصاء الرسمي للسكان والسكنى لسنة 2004.